# Кјоут Кали (Удине)
Кјоут Кали је насеље у Италији у округу Удине, региону Фурланија-Јулијска крајина.
Према процени из 2011. у насељу је живело 11 становника. Насеље се налази на надморској висини од 555 м.